# Віковий дуб (Дрогобицький район)
Віковий дуб — ботанічна пам'ятка природи місцевого значення, яку оголосили об'єктом природно-заповідного фонду у 2022 році рішенням Львівської міської ради.

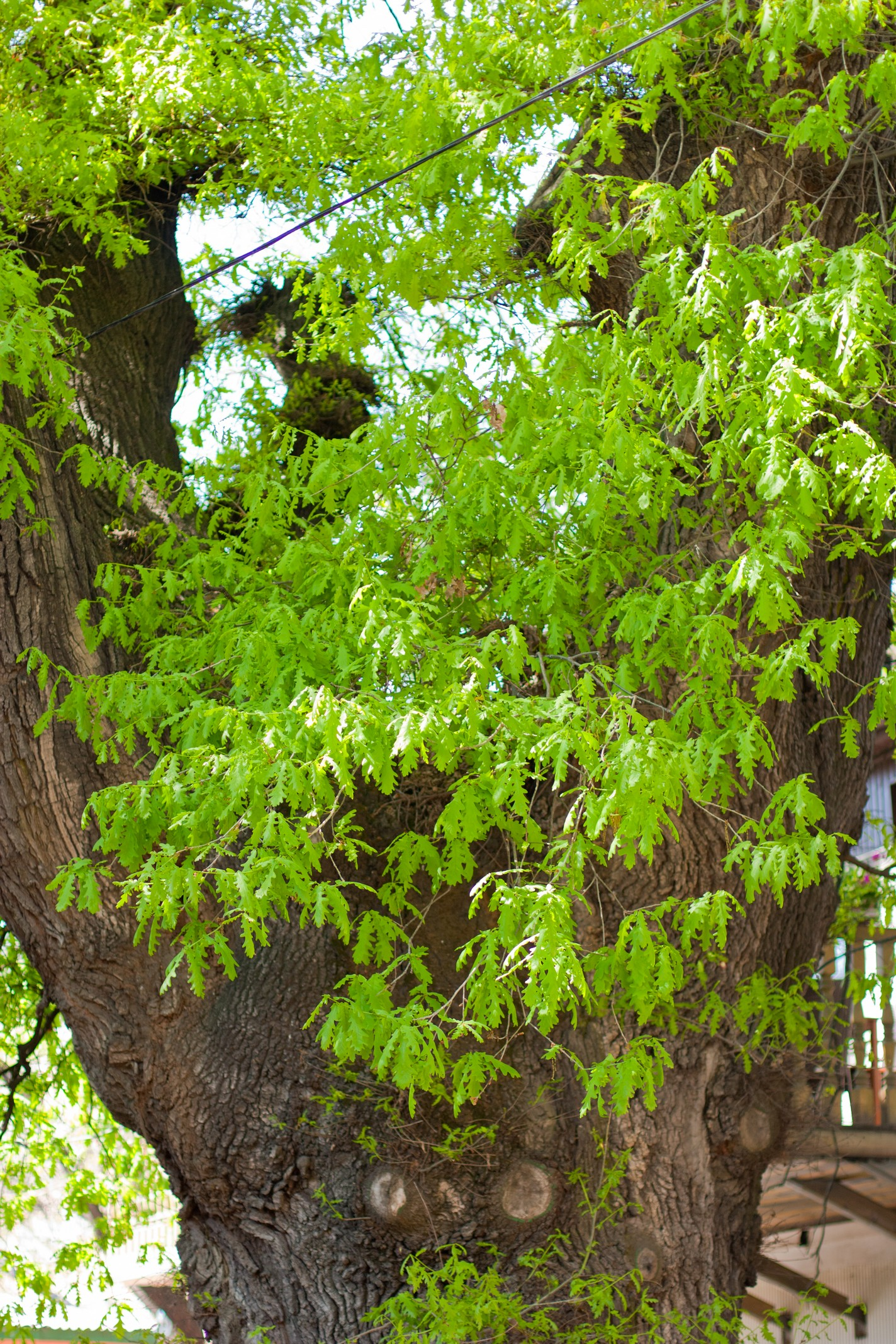
Зображення

Місце знаходження: Дрогобицький р-н, Дрогобицький ДЛГ, Трускавецьке лісництво.
Обхват 5,74 м, висота близько 30 м. Вік 600 років.